# Vietnam en los Juegos Olímpicos de Atlanta 1996
Vietnam estuvo representado en los Juegos Olímpicos de Atlanta 1996 por seis deportistas, tres hombres y tres mujeres, que compitieron en cuatro deportes.
El equipo olímpico vietnamita no obtuvo ninguna medalla en estos Juegos.